# Baudignan
Baudignan (gaskonsko Baudinhan) je naselje in občina v francoskem departmaju Landes regije Akvitanije. Naselje je leta 2009 imelo 43 prebivalcev.

## Geografija
Kraj leži v pokrajini Gaskonji 54 km severovzhodno od Mont-de-Marsana.

## Uprava
Občina Baudignan skupaj s sosednjimi občinami Arx, Betbezer-d'Armagnac, Créon-d'Armagnac, Escalans, Estigarde, Gabarret, Herré, Lagrange, Losse, Lubbon, Mauvezin-d'Armagnac, Parleboscq, Rimbez-et-Baudiets in Saint-Julien-d'Armagnac sestavlja kanton Gabarret s sedežem v Gabarretu. Kanton je sestavni del okrožja Mont-de-Marsan.

## Zanimivosti
- cerkev sv. Janeza Krstnika;